# Marcianus
Marcianus (tiếng Latinh: Flavius Marcianus Augustus; 392 – 457) là Hoàng đế Đông La Mã từ năm 450 đến 457. Triều đại của ông đã đánh dấu sự phục hồi của Đế quốc Đông La Mã từ trọng trách bảo vệ triều đình khỏi những mối đe dọa bên ngoài đến việc cải cách kinh tế và tài chính. Mặc khác, chính sách biệt lập của Marcianus đã bỏ rơi Đế quốc Tây La Mã khiến họ không đủ sức ngăn chặn các cuộc tấn công của người rợ, đã được thể hiện qua các chiến dịch tàn phá nước Ý của Attila và vụ cướp phá thành Rome của người Vandal năm 455. Về sau ông được Giáo hội Chính Thống giáo Đông phương phong thánh.

## Tiểu sử

### Nắm quyền

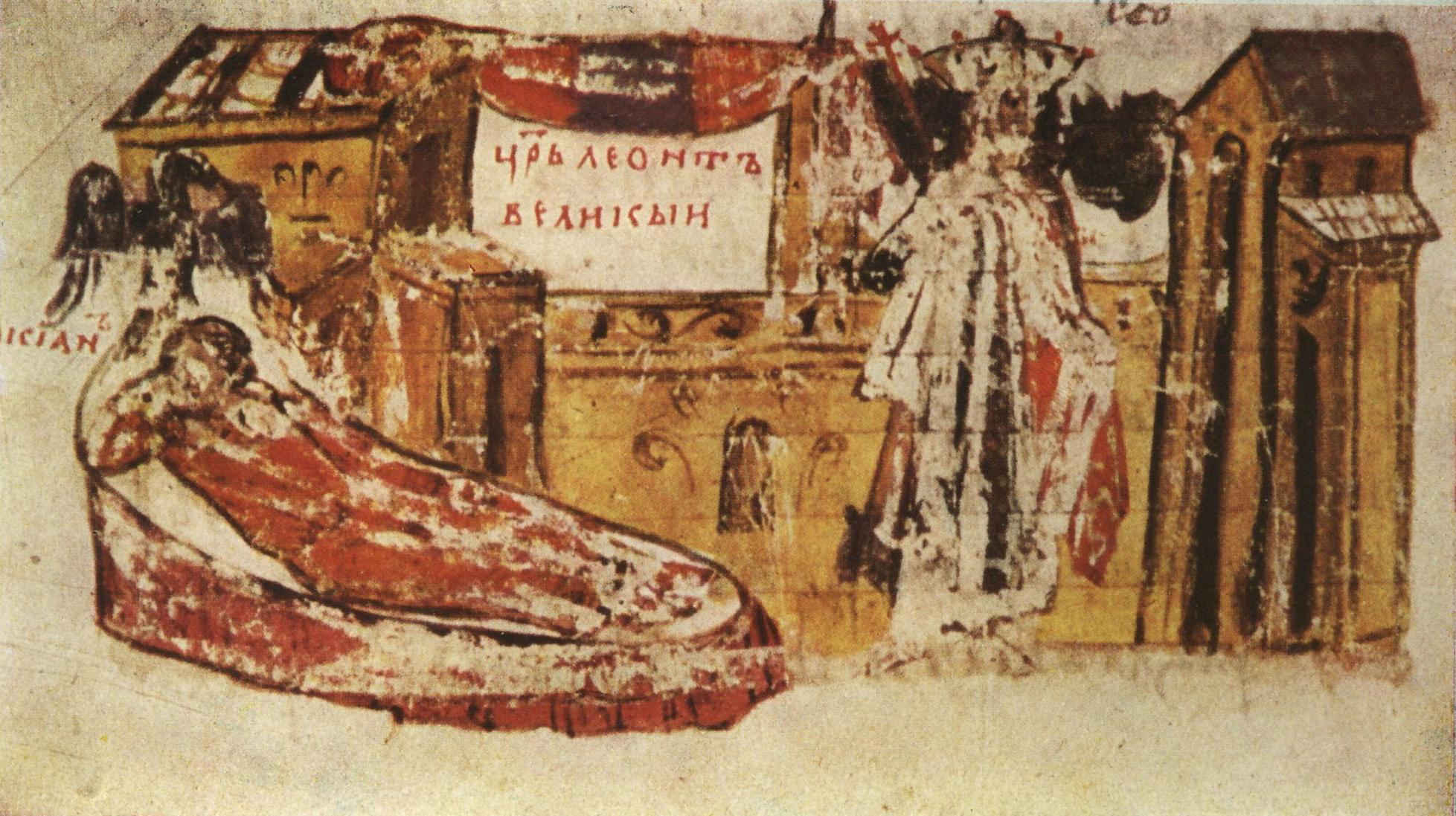
Tranh minh họa Hoàng đế Marcianus và Leo I từ thời Trung cổ.

Marcianus sinh vào năm 392 ở Illyricum hoặc Thracia. Vốn là con trai của một người lính, phần lớn thuở ban đầu ông chỉ là một người lính vô danh, thành viên của một đơn vị quân đội đóng ở Philippopolis. Marcianus cùng đơn vị của ông đã được triều đình Đông La Mã điều động tham gia vào cuộc chiến tranh chống lại quân Ba Tư nhà Sassanid (có thể là chiến tranh La Mã-Sassanid năm 421-422), nhưng trong lúc hành quân sang phía Đông thì đột nhiên ông ngã bệnh ở Lycia; vào lúc này cấp bậc của ông có thể là tribunus và chỉ huy đơn vị của mình.
Sau khi khỏi bệnh, ông được triều đình triệu về Constantinopolis giữ chức domesticus phụng sự dưới quyền các tướng Ardaburius và Aspar trong mười lăm năm. Từ năm 431 đến 434, trong khi đang chiến đấu ở châu Phi dưới trướng Aspar, Marcianus bị người Vandal bắt giữ làm tù binh, theo một truyền thuyết sau này cho biết ông được quân sĩ mang ra diện kiến trước mặt vua Geiseric (428-477), mà ông biết được nhờ vào một điềm báo trong mơ rằng về sau Marcianus sẽ làm hoàng đế và rồi ra lệnh thả ông ngay lập tức với điều kiện phải lập lời thề trước chư thần sẽ không bao giờ khởi binh chống lại người Vandal.
Dựa vào ảnh hưởng của các tướng, ông được phong làm đội trưởng đội vệ binh rồi về sau thăng lên đến chức nghị viên. Sau khi hoàng đế Thedosius II mất vào năm 450, ông được người vợ mới cưới Pulcheria và cũng là chị của hoàng đế tiền nhiệm chọn lên ngôi hoàng đế trị vì một Đế quốc La Mã ngày càng suy yếu và kiệt quệ bởi những cuộc tàn phá của người Hun.

### Trị vì

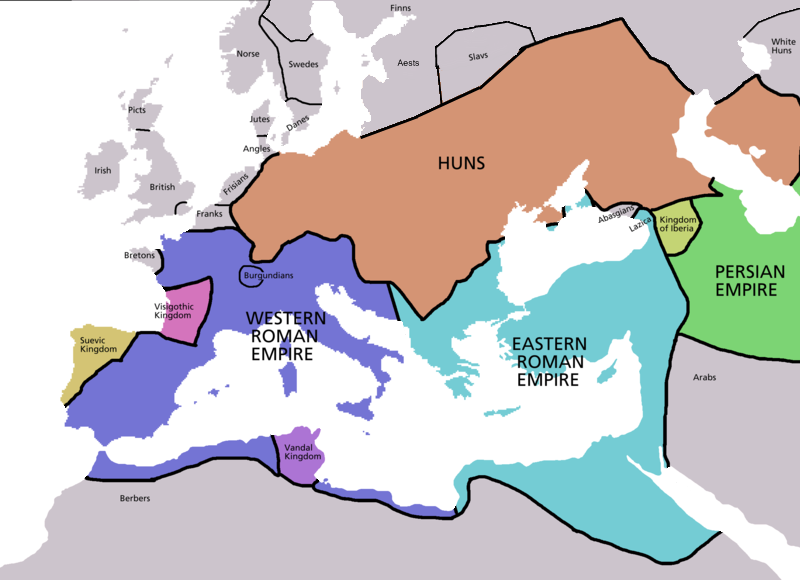
Đế quốc Đông La Mã vào năm 450 dưới thời Marcianus.

Sau khi trở thành Hoàng đế, Marcianus đã từ chối các khoản cống nạp nhục nhã cho Attila Rợ Hung (434-453), vốn đã quen với việc nhận cống nạp từ thời Theodosius II để tránh các cuộc tấn công vào Đế quốc Đông La Mã. Nhận thấy sẽ không bao giờ chiếm được thủ đô Constantinopolis, Attila đã chuyển sang uy hiếp lãnh thổ của Đế quốc Tây La Mã và tiến hành các chiến dịch nổi tiếng của ông ở Gaul năm 451 và Ý năm 452 trong khi để mặc Marcianus hùng cứ một phương.
Nhờ vậy mà Marcianus đã có thể tiến hành cải cách tài chính, kiểm tra việc chi tiêu lãng phí và phục hồi số dân ở các tỉnh bị tàn phá. Ông còn điều quân đẩy lùi các cuộc tấn công ở Syria và Ai Cập năm 452 và đàn áp các vụ nổi loạn trên biên giới Armenia vào năm 456. Sự kiện đáng chú ý khác trong thời ông trị vì là việc triệp tập Công đồng Chalcedon năm 451 với mục đích cố gắng làm trung gian giữa các phe phái Thần học.
Marcianus thường phớt lờ những vấn đề của Đế quốc Tây La Mã, để lại một nửa lung lay ở phía Tây của Đế quốc mặc cho số phận định đoạt. Ông thậm chí chẳng làm gì để ra tay cứu giúp triều đình phía Tây trong các chiến dịch của Attila và sống đúng theo lời hứa năm xưa là làm ngơ trước các vụ tàn phá của Geiseric ngay cả khi người Vandal cướp phá thành Roma vào năm 455. Tuy nhiên đã có những tranh luận gần đây cho rằng Marcianus đã tích cực tham gia nhiều hơn trong việc hỗ trợ Đế quốc Tây La Mã hơn những sử gia trước đó đã từng tin vào việc những dấu tay của Marcianus có thể được phân biệt rõ trong các sự kiện dẫn đến, bao gồm cả cái chết của Attila.
Một thời gian ngắn trước khi Attila mất đột ngột vào năm 453, giữa đôi bên lại xảy ra xung đột lần nữa. Tuy nhiên, vị vua người Hun dũng mãnh này đã chết trước khi chiến tranh nổ ra. Trong một giấc mơ, Marcianus tuyên bố ông đã nhìn thấy cây cung của Attila bị hỏng ngay trước mặt ông, và một vài ngày sau đó, ông nhận được tin rằng kẻ thù lớn của ông đã qua đời.
Chẳng bao lâu thì Marcianus lâm trọng bệnh và mất vào ngày 27 tháng 1 năm 457, một số học giả cho rằng rất có thể ông đã mắc phải bệnh hoại tử trong một chuyến hành hương dài ngày. Thi thể của ông được chôn cất tại Nhà thờ các Thánh Tông Đồ ở Constantinople cùng với Pulcheria.
Mặc dù thời gian trị vì ngắn ngủi và việc bỏ rơi Đế quốc Tây La Mã cho các rợ tàn phá thì Marcianus vẫn được xem là một trong những Hoàng đế Đông La Mã giỏi nhất. Giáo hội Chính Thống giáo Đông phương đã phong thánh cho ông và Pulcheria với ngày lễ của họ được tổ chức vào ngày 17 tháng 2 hằng năm.

### Hôn nhân
Marcia Euphemia là người con gái duy nhất được biết đến của Marcianus, bà được cha gả cho Anthemius, về sau là Hoàng đế Tây La Mã. Riêng mẹ của bà thì hiện vẫn chưa rõ danh tính.
Pulcheria là người vợ thứ hai của Marcianus. Pulcheria đã thề nguyện sẽ theo Chúa suốt đời với tư cách của một trinh nữ ngoan đạo. Cuộc hôn nhân thứ hai chỉ đơn thuần là một liên minh chính trị nhằm đưa Marcianus làm thành viên kế thừa ngôi vị của Nhà Theodosius thông qua hôn nhân. Do vậy cuộc hôn nhân của Marcianus với Pulcheria cũng không được vẹn toàn vì nó vốn mang màu sắc chính trị, do đó Euphemia chưa bao giờ có thêm một người anh em nào khác.

## Ảnh hưởng văn hóa
Vai Marcianus do ngôi sao điện ảnh Hollywood Jeff Chandler đóng trong phim Sign of the Pagan (1954).